# Manden-Charta
Die Manden-Charta (auch: Charta von Manden) ist die älteste Erklärung grundlegender Menschenrechte der Welt. Der Gründer Malis, Sundiata Keïta, soll sie der traditionellen Überlieferung zufolge im frühen 13. Jahrhundert feierlich in Kurukun Fuga ausgerufen haben. Aufgrund der Quellenlage sind die historischen Einzelheiten jedoch äußerst unsicher. Die Charta besteht aus sieben Abschnitten und definiert grundlegende Rechte wie Gleichheit und die Unantastbarkeit menschlichen Lebens. 2009 wurde sie von der UNESCO in die Repräsentative Liste des immateriellen Kulturerbes der Menschheit aufgenommen.